# Atheta delumbis
Atheta delumbis är en skalbaggsart som beskrevs av Thomas Casey 1911. Atheta delumbis ingår i släktet Atheta och familjen kortvingar. Inga underarter finns listade i Catalogue of Life.